# 纳博讷区
纳博讷区（法語：arrondissement de Narbonne）是法国奥德省所辖的一个区。总面积2101.9平方公里，总人口168933，人口密度80人/平方公里（2018年）。主要城镇为纳博讷。

## 辖区
纳博讷区辖有109个市镇。